# Elías Maho
Elías Maho Sicacha – lekarz i polityk z Gwinei Równikowej.
Nie ma jasności co do jego daty urodzenia, niektóre źródła podają 1930, inne natomiast 1939. Pochodził z relatywnie zamożnej rodziny, uznawany jest za pierwszego rodzimego mieszkańca Gwinei Hiszpańskiej z ukończonymi studiami medycznymi.
Nawiązał bliskie relacje z prezydentem Macíasem Nguemą, był jego lekarzem rodzinnym, wykonywał również obowiązki lekarza medycyny sądowej. Jako ten ostatni był naocznym świadkiem licznych zbrodni reżimu. Po zamachu stanu z sierpnia 1979, który doprowadził do obalenia, osądzenia i skazania Macíasa Nguemy na śmierć Maho wystawił świadectwo zgonu polityka.
W 1990 został mianowany przez prezydenta Obianga Nguemę Mbasogo burmistrzem stołecznego Malabo. Kierował krajowym oddziałem Czerwonego Krzyża. Zaangażował się następnie w aktywność opozycyjną, przewodniczył gwinejskiemu oddziałowi Amnesty International.
W sierpniu 2004 spotkał się z przetrzymywanym w Prisión Playa Negra Weją Chicampo, liderem Movimiento para la Autodeterminación de la Isla de Bioko (MAIB). Przygotował również raport na temat sytuacji więźniów politycznych w Gwinei Równikowej, przesłany między innymi do Międzynarodowego Komitetu Czerwonego Krzyża. Został zamordowany 10 sierpnia 2004, najprawdopodobniej na zlecenie gwinejskich władz. Jego śmierć odbiła się szerokim echem, także w kręgach emigracji politycznej w Hiszpanii.